# Leken (film)
Leken är en svensk kortfilm från 1995. Den är regisserad av Myriam Braniff och manus är skrivet av Birgitta Stenberg. Filmen handlar om Birgitta och hennes relationer till män. Hon upptäcker förförelseleken mellan kvinnor och män och går från att vara en inställsam 12-åring till en provokativ 15-åring som förför män på den dagliga tågturen.

## Roller
| Moa Lagercrantz    | – Birgitta |
| Lil Terselius      | – Mor      |
| Thomas Hanzon      | – Sundman  |
| Therese Segerstedt | – Gunhild  |
| Niklas Hjulström   | – Christer |
| Katinka Hollenberg | – Madde    |

## Visningar
Filmen visades på Filmens Dag (Göteborg Film Festival) 1995 och på SVT 1996.